# Dasia semicincta
Espèce
Synonymes
- Euprepes semicinctus Peters, 1867

Dasia semicincta est une espèce de sauriens de la famille des Scincidae.

## Répartition
Cette espèce se rencontre sur l'île de Bornéo, et dans les îles des Philippines de Panay et de Mindanao.

## Publication originale
- Peters, 1867 : Herpetologische Notizen. Monatsberichte der Königlich Preussischen Akademie der Wissenschaften zu Berlin, vol. 1867, p. 13-37 (texte intégral).